# کیهان (کتاب)
کیهان (به انگلیسی: Cosmos) کتاب علمی عامه‌فهم است که توسط اخترشناس و نویسنده برنده جایزه پولیتزر، کارل ساگان نوشته شده است. این کتاب در سال ۱۹۸۰ به عنوان گلچینی از موضوعات مینی سریال کیهان: یک سفر شخصی منتشر شد و قرار بود مکمل آن باشد. هر یک از ۱۳ فصل کتاب مربوط به یکی از ۱۳ قسمت این مجموعه تلویزیونی است. تنها تعدادی از ایده‌های مورد بررسی در کیهان شامل تاریخ و توسعه متقابل علم و تمدن، ماهیت جهان، اکتشاف فضایی انسان و روباتیک، عملکرد درونی سلول و DNA کنترل‌کننده آن، و خطرات و آینده است.
یکی از اهداف اصلی ساگان برای کتاب و مجموعه تلویزیونی، توضیح ایده‌های علمی پیچیده به گونه‌ای بود که هر کسی که علاقه‌مند به یادگیری است بتواند آن را درک کند. ساگان معتقد بود تلویزیون یکی از بزرگ‌ترین ابزارهای آموزشی است که تا کنون اختراع شده بنابراین او آرزو داشت از فرصت خود برای آموزش جهان سرمایه‌گذاری کند.
تا حدودی به دلیل محبوبیت این مجموعه تلویزیونی، کتاب کیهان به مدت ۵۰ هفته را در فهرست پرفروش‌ترین‌های هفته‌نامه پابلیشرز ویکلی و ۷۰ هفته را در فهرست کتاب‌های پرفروش نیویورک تایمز سپری کرد تا به پرفروش‌ترین کتاب علمی که تا کنون در آن زمان منتشر شده تبدیل شود. در سال ۱۹۸۱ جایزه هوگو را برای بهترین کتاب غیرداستانی دریافت کرد. موفقیت بی‌سابقه کتاب کیهان باعث افزایش چشمگیر دیدگاه‌ها درباره ادبیات علمی شد. همچنین موفقیت این کتاب به شروع کار ادبی ساگان کمک کرد. دنباله کتاب کیهان به نام نقطه آبی کمرنگ در سال ۱۹۹۴ منتشر شد.
در سال ۲۰۱۳، نسخه جدیدی از کتاب کیهان با پیشگفتار ان درایان و مقاله ای از نیل دگراس تایسون منتشر شد.